# Менинский, Бернард
Бернард Менинский (англ. Bernard Meninsky, настоящая фамилия Менушкин; 25 июля 1891[…], Конотоп, Черниговская губерния, Российская империя — 12 февраля 1950[…], Лондон) — британский художник.

## Биография
Родился 25 июля 1891 году в Конотопе в еврейской семье.
Учился в Ливерпульской школе искусств, затем в Школе искусств Слейда, в 1913 году совершенствовался во Флоренции под руководством Гордона Крэга. С началом Первой мировой войны поступил в армию, воевал в Палестине под началом генерала Эдмунда Алленби, был военным художником, в 1918 году, после тяжёлого нервного срыва, был демобилизован. С 1920 года преподавал в Вестминстерской школе искусств рисунок с натуры, был близок к Группе Блумсбери. Он также пробовал себя как иллюстратор (сборник стихотворений Мильтона L’Allegro and Il Penseroso, 1946) и дизайнер балета. Страдал душевной болезнью, покончил жизнь самоубийством.

## Наследие
Работы Менинского находятся в Британском музее, Музее Виктории и Альберта, галерее Тейт, музеях различных британских городов. Наибольшей известностью среди них пользуются картины, созданные под впечатлением Первой мировой войны, и изображения женской обнажённой и полуобнажённой натуры.